# Szabadság-barlang
A Szabadság-barlang az Aggteleki-karszt harmadik leghosszabb barlangja. 1982 óta Magyarország fokozottan védett barlangjai közül az egyik. Bejárata Égerszög szélén, 322 m tengerszint feletti magasságban nyílik. A Szabadság-barlang az Aggteleki-karszt és a Szlovák-karszt többi barlangjával együtt a világörökség része.
Az 1954-ben felfedezett, földtani szempontból jelentős barlangban sok a cseppkő. 1961-ben kezdték el az idegenforgalmi kiépítését, de a nagyközönség számára végül nem lett megnyitva. 1991-ben egy új, körülbelül 500 méter hosszú szakaszát tárták fel.

## Leírás
Az Égerszög és Jósvafő között húzódó piros sáv jelzésű turistaút mellett van a barlang bejárata.
A barlang érdekessége, hogy változatos, barlangképződésre különbözőképp hajlamos kőzetrétegeken halad keresztül, így a járatoknak a mérete és a formája nagyon változatos. A víznyelő és a bejárati rész középső triász, wettersteini mészkőben képződött, ennek megfelelően a barlang első, nagyjából 1100 méteres szakasza, a Megvalósult álmok-ág jól járható méretű és különféle képződményekben, például borsókövekben, cseppkövekben és néhány helyen tufagátakban nagyon gazdag. Ezután a barlang legnehezebben járható része következik, a mindössze 64 méter hosszú Kuszoda, amely egy dolomitrétegben vezet, így itt a belmagasság több helyen 30 centiméter alá csökken. Ez azt jelenti, hogy még egy bakancs sem fér el függőlegesen kúszás közben.
A Kuszoda folyamatosan vált át a már két–három méteres magasságot is elérő Csőfolyosóba, ahogy a dolomit helyett ismét a mészkő kezd dominálni a befoglaló kőzetben. Az érdekes, sokszor kulcslyukhoz hasonló keresztmetszetű járat végén már gyűrt agyagpala figyelhető meg és ezután következik a barlang legnagyobb terme, a 32 méter hosszú Óriás-terem. A terem alját törmelék borítja és a törmelék alatt folyik a Kecske-kút vize. A víznyelőn és a főágon csak a tavaszi hóolvadások, vagy a nagy esőzések alkalmával folyik víz. A termet a nagyjából 400 méter hosszú Pokol nevű rész követi, amely több egymástól álfenékkel elválasztott barlangszintre tagolódik.
Itt csak a felső szinten találhatók cseppkövek. A régi végponton, amelynek a neve Pokol két ágra oszlik a barlang, innen jutottak tovább 1991-ben a kutatók az új részbe, egy újabb nagy termet, amelynek a neve Félix-terem és egy egészen a +13 méteres szintig felnyúló kürtőt felfedezve, majd elérve a jelenlegi végpontot az Agyag-kanyonban.
A lezárt barlang barlangjáró alapfelszereléssel és az Aggteleki Nemzeti Park Igazgatóság engedélyével látogatható.
Előfordul a barlang az irodalmában Égerszögi Szabadság-cseppkőbarlang (Szunyogh 2003), Égerszögi-víznyelő (Kordos 1984), Freedom Cave (Kordos 1977), Kecskekút-rendszer (Kordos 1984), Kecskéskút-rendszer (Szunyogh 2003), Szabadság Cave (Kordos 1977) és Szabadság cseppkőbarlang (Bertalan 1976) neveken is.

## Kutatástörténet
Az Égerszög szélén lévő Pitics-hegy oldalában található Dász-töbör, illetve az alján lévő víznyelő kibontásával már Jakucs László is próbálkozott 1952-ben, de az állandóan beomló munkahelyen nem ért el eredményt. 1954-ben a Balázs Dénes által vezetett Élelmiszeripari Minisztérium Kinizsi Sportkörének Barlangkutató Csoportja kezdett kutatási munkához. Eredetileg a Teresztenyei-forrásbarlang feltárásával próbálkoztak és több víznyelő sikertelen megbontása után a Dász-töbörben kezdtek dolgozni, így jutottak be a Szabadság-barlangba.
A szűk felfedező járat nem könnyítette meg a kutatók dolgát, többször beomlott, időnként a barlangba zárva az épp bent tartózkodó kutatókat, ezért 1955-ben Állami Geofizikai Intézet munkatársai meghatározták a barlang első termének felszíni vetületét és még ebben az évben mesterséges bejáratot alakítottak ki. A termet az elektromágneses mérések után Mágnes-teremnek nevezték el. A barlangot 2717 méter hosszúságban járták be, az akkori végpontról, a Pokoltól csak 1991-ben sikerült továbbjutni egy nagyjából 500 méter hosszú, új szakasz felfedezésével, a hosszát 3219 méterre növelve. A Vidics Zoltánné és Frecska József irányításával dolgozó kutatók által feltárt járat kb. 650 m-re közelíti meg a barlang forrását, a Kecske-kutat.
Az 1976-ban befejezett, Bertalan Károly által írt kéziratban szó van arról, hogy a Szabadság cseppkőbarlang (Égerszögi viznyelő, Kecskekút rendszer) Égerszögön helyezkedik el. A barlang bejárata Égerszögtől NyÉNy-ra kb. 1,6 km-re, a Pitics-hegy K-i lábánál lévő Dász-töbörben, a Kecske-kút felett 81,4 m relatív magasságban található. A bejárat egy mesterségesen kibontott víznyelő, amely 13 m-ig aknával van feltárva. A barlang 3,1 km hosszú, 13 m mély és 18 600 m³ térfogatú. A részben aktív karsztbarlang többszintes. A turisták számára részben ki van építve. A kézirat barlangot ismertető része 3 publikáció alapján lett írva. 1976-ban vált országos jelentőségű barlanggá az 5400-as (Aggteleki-karszt) barlangkataszteri területen lévő, égerszögi Szabadság-cseppkőbarlang. Az 1976-ban összeállított, országos jelentőségű barlangok listájában lévő barlangnevek pontosítása után, 1977. május 30-án összeállított, országos jelentőségű barlangok listáján rajta van az Aggteleki-karszton, Égerszögön található barlang Szabadság-barlang néven.

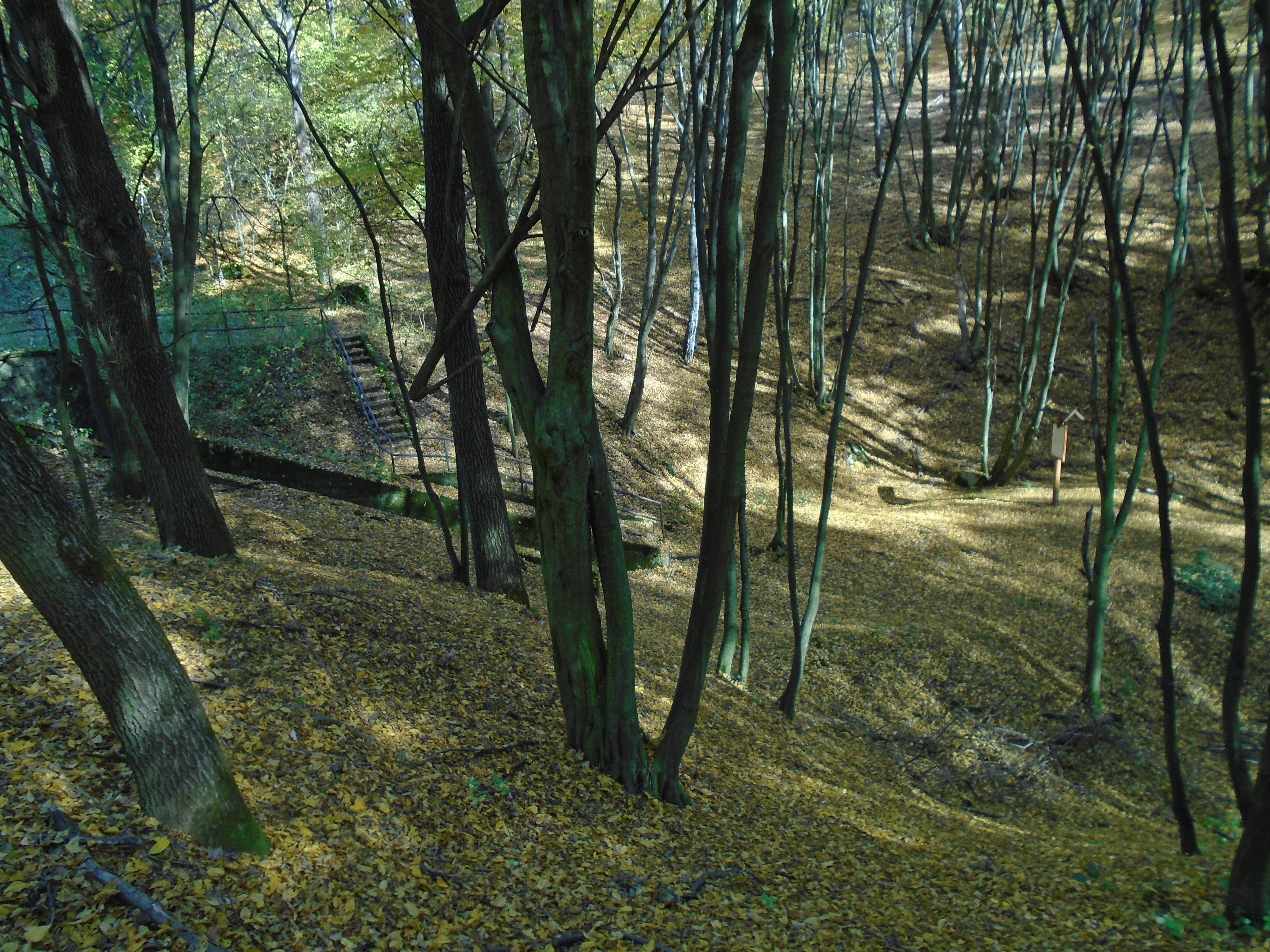
A Szabadság-barlang bejáratának környéke

Az 1977. évi Karszt és Barlang angol nyelvű különszámában megjelent, The longest and deepest caves of Hungary (December 31, 1975) című közleményből megtudható, hogy az Aggteleki-karszton fekvő, 2717 m hosszú Szabadság Cave (Freedom Cave) 1975. december 31-én Magyarország 6. leghosszabb barlangja. Az 1977. december 31-i állapot szerint (MKBT Meghívó 1978. május) az Aggteleki-karszton lévő és 2717 m hosszú Szabadság-barlang az ország 5. leghosszabb barlangja. Az 1977. évi Karszt és Barlangban megjelent összeállítás alapján, 1977. december 31-én Magyarország 6. leghosszabb barlangja az Aggteleki-karszton elhelyezkedő, 1977. december 31-én, 1976-ban és 1975-ben 2717 m hosszú Szabadság-barlang. Ez az összeállítás naprakészebb az 1978. májusi MKBT Meghívóban publikált listánál.
Az 1977. évi Karszt és Barlangban megjelent, Bajomi Dániel által írt tanulmány szerint Mesoniscus graniger (ászkarák), Plusiocampa spelaea (lábaspotrohú rovar), Atheta spelaea (bogár), Eukoenenia austriaca vagvoelgyii (pókszabású), Soldanellonyx chappuisi (vízi atka), Folsomia antricola, Oncopodura égerszögensis, Pseudosinella aggtelekiensis és Arrhopalites bifidus (ugróvillás rovarok) előfordulnak a Szabadság-barlangban. A tanulmányban van egy Magyarország térkép, amelyen a Magyarországon lévő, biológiailag kutatott barlangok földrajzi elhelyezkedése figyelhető meg. A térképen látható a biológiailag részlegesen feldolgozott Szabadság-barlang földrajzi elhelyezkedése. 23 állatfaj lett meghatározva a barlangból. A folyóirat 1977. évi különszámába bekerült a tanulmány angol nyelvű változata. Ebben a tanulmányban is közölve lett a térkép, amelyen Szabadság a barlang neve.
Az 1980. évi Karszt és Barlang 1. félévi számában publikálva lett, hogy a kiemelt jelentőségű Szabadság-barlang az 5400-as barlangkataszteri területen (Gömör–Tornai-karszt és Cserehát hegység) helyezkedik el. A barlangnak 5430/4. a barlangkataszteri száma. Az MKBT Dokumentációs Bizottsága a helyszínen el fogja helyezni, a többi kiemelt jelentőségű barlanghoz hasonlóan, a barlang fémlapba ütött barlangkataszteri számát. A barlangkataszteri szám beütéséhez alapul szolgáló fémlap ugyanolyan lesz mint a többi kiemelt jelentőségű barlang fémlapja.
1982-ben a Ferencvárosi Természetbarát Sportkör Barlangkutató Szakosztályának volt kutatási engedélye a barlang kutatásához. 1982. július 1-től az Országos Környezet- és Természetvédelmi Hivatal elnökének 1/1982. (III. 15.) OKTH számú rendelkezése (1. §. és 3. §., illetve 5. sz. melléklet) értelmében az Aggteleki-karsztvidéken lévő Szabadság-barlang fokozottan védett barlang. Az 1982. szeptember–októberi MKBT Műsorfüzetben meg van említve, hogy az Aggteleki-karsztvidéken található Szabadság-barlang fokozottan védett barlang. A felsorolásban a barlangnevek az MKBT által jóváhagyott és használt helyesírás szerint, javított formában lettek közölve.
Az 1984-ben napvilágot látott, Magyarország barlangjai című könyvben van egy Magyarország térkép, amelyen a Magyarországon lévő, biológiailag kutatott barlangok földrajzi elhelyezkedése figyelhető meg. A térképen látható a biológiailag részlegesen feldolgozott Szabadság-barlang földrajzi elhelyezkedése. A kiadvány országos barlanglistájában szerepel az Aggteleki-karszton lévő barlang Szabadság-barlang néven Égerszögi-víznyelő és Kecskekút-rendszer névváltozatokkal. A listához kapcsolódóan látható az Aggteleki-karszt és a Bükk hegység barlangjainak földrajzi elhelyezkedését bemutató 1:500 000-es méretarányú térképen a barlang földrajzi elhelyezkedése. Az 1986. évi Karszt és Barlangban megjelent bibliográfia regionális bibliográfia részében szerepel a barlang Szabadság-barlang néven. Az összeállítás szerint a Karszt és Barlangban publikált írások közül 4 foglalkozik a barlanggal. Az 1987. december 31-i állapot alapján Magyarország 9. leghosszabb barlangja az 5430/4 barlangkataszteri számú, 2717 m hosszú Szabadság-barlang. Az összeállítás szerint az 1977. évi Karszt és Barlangban közölt hosszúsági listában a barlang 2717 m hosszú.
Az 1989. évi Karszt és Barlangban lévő, Magyarország barlangjai című összeállításban szó van arról, hogy az Aggteleki-karszt harmadik leghosszabb barlangja az Égerszög mellett húzódó Szabadság-barlang. A barlangot fő víznyelőjének kibontásával 1954-ben tárták fel. A Szabadság-barlang napjainkban 2717 m hosszú, vize az ismert végponttól légvonalban kb. 900 m-re fakadó, a Jósva-patak vízrendszeréhez tartozó forrásban bukkan elő. A befoglaló kőzetek típusa szerint változik a barlang jellege. Elülső, mészkőben létrejött szakasza jellegzetesen meanderező, szintekre osztott, szép függőcseppkövekkel, cseppkőlefolyásokkal, gömbös mészkiválásokkal ékesített folyosó, középső, dolomitban kioldódott szakasza lapos, nagyon feltöltődött kuszoda, míg hátulsó, vékonylemezes, márgás mészkőben kialakult részére kulcslyukszelvény jellemző.
A publikációban lévő 2. ábrán (Aggtelek és Jósvafő környéke) be van mutatva a barlang alaprajza és földrajzi elhelyezkedése. A folyóirat 1989. évi különszámában napvilágot látott ennek az utóbbi tanulmánynak az angol nyelvű változata (The caves of Hungary). Ebben a tanulmányban Szabadság Cave a barlang neve. Az angol nyelvű tanulmányhoz mellékelve megjelent egy olyan lista, amelyben Magyarország leghosszabb barlangjai vannak felsorolva. A felsorolás szerint az Aggteleki-karszton fekvő, 2717 m hosszú Szabadság-barlang (Szabadság Cave) 1988-ban Magyarország 9. leghosszabb barlangja. (1977-ben is 2717 m hosszú volt a barlang.)

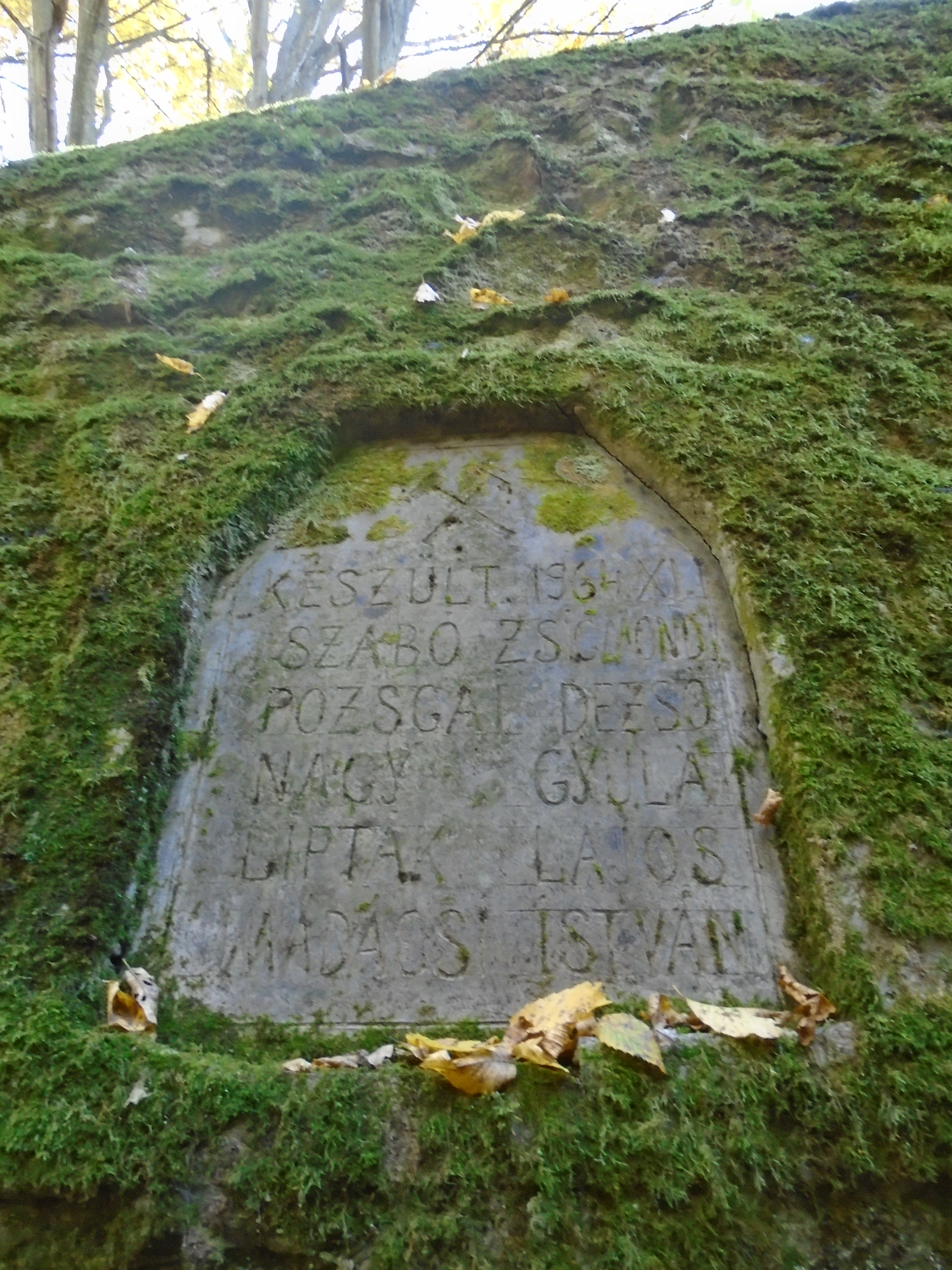
Emléktábla a Szabadság-barlang bejáratánál

A barlang az Aggteleki-karszt és a Szlovák-karszt többi barlangjával együtt 1995 óta a világörökség része. 1998. május 14-től a környezetvédelmi és területfejlesztési miniszter 13/1998. (V. 6.) KTM rendelete szerint az Aggteleki Nemzeti Park Igazgatóság illetékességi területén található Szabadság-barlang az igazgatóság engedélyével látogatható. 2001. május 17-től a környezetvédelmi miniszter 13/2001. (V. 9.) KöM rendeletének értelmében az Aggteleki-karsztvidék területén lévő Szabadság-barlang fokozottan védett barlang. Egyidejűleg a fokozottan védett barlangok körének megállapításáról szóló 1/1982. (III. 15.) OKTH rendelkezés hatályát veszti.
A 2003-ban napvilágot látott, Magyarország fokozottan védett barlangjai című könyvben található barlangismertetésben az olvasható, hogy a Szabadság-barlang 3219 m hosszú, 35,4 m függőleges kiterjedésű és 1030 m vízszintes kiterjedésű. A könyvben lévő, Egri Csaba és Nyerges Attila által készített hosszúsági lista szerint az Aggteleki-karszton lévő és 5430-4 barlangkataszteri számú Szabadság-barlang Magyarország 13. leghosszabb barlangja 2002-ben. A 2002-ben 3219 m hosszú barlang 1977-ben 2717 m és 1987-ben 2717 m hosszú volt. 2005. szeptember 1-től a környezetvédelmi és vízügyi miniszter 22/2005. (VIII. 31.) KvVM rendelete szerint az Aggteleki Nemzeti Park Igazgatóság működési területén található Szabadság-barlang a felügyelőség engedélyével látogatható. 2005. szeptember 1-től a környezetvédelmi és vízügyi miniszter 23/2005. (VIII. 31.) KvVM rendelete szerint az Aggteleki-karsztvidéken lévő Szabadság-barlang fokozottan védett barlang.
A 2005-ben kiadott, Magyar hegyisport és turista enciklopédia című kiadványban önálló szócikke van a barlangnak. A szócikk szerint a Szabadság-barlang az Aggteleki-karszton található és fokozottan védett természeti érték. Égerszög határában, 322 m tengerszint feletti magasságban van a bejárata. A hegység harmadik leghosszabb barlangja. A Balázs Dénes által vezetett Élelmiszeripari Minisztérium Kinizsi Barlangkutató Csoport tagjai tárták fel a Dász-töbör legmélyebb pontján lévő fő víznyelőjének megbontásával 1954-ben. Újabb jelentős, 500 m hosszú rész 1991-ben, Vidics Zoltánné és Frecska József által vezetve, az FTSK barlangkutatóinak részvételével lett feltárva. A Jósva patak vízrendszeréhez tartozó Kecske-kútban jelenik meg a 3219 m hosszú és 35,4 m függőleges kiterjedésű barlang vize. A befoglaló kőzettípusok szerint változik a triász mészkőben és dolomitban elhelyezkedő járatok jellege. A meanderező, szűk, változatos formájú és színű cseppkövekkel gazdagon díszített szakaszt nagyon feltöltött kuszoda, majd szűk, kulcslyukszelvényű szorítókból és szépen díszített tág termekből álló szakasz váltja fel. Engedéllyel és alapfelszereléssel járható a lezárt barlang.
A Szabadság-barlang mellett lett felépítve a Szabadság Turistaszálló. A Balázs Dénesről szóló szócikkben meg van említve, hogy Balázs Dénes nevéhez fűződik a Szabadság-barlang feltárása. A BEAC Barlangkutató Csoport tevékenységében jelenleg meghatározók a magyarországi barlangtérképezési munkák, pl. Szabadság-barlang. Az FTSK Barlangkutató Csoport az Élelmiszeripari Minisztérium Sportkörének Barlangkutató Csoportjaként, leginkább a Szabadság-barlang feltárása miatt, 1954-ben létrehozott szervezet. A csoport egyik jelentősebb feltárása a Szabadság-barlang (1954). Lukács László szócikkében meg van említve, hogy Lukács László sok barlangban végzett eredményes feltáró munkát, melyek közül kiemelkedik pl. a Szabadság-barlang új szakaszának felderítése. Windhoffer Gábor szócikkében meg van említve, hogy Windhoffer Gábor a 2001-től 2004-ig terjedő időszakban aktív munkát végzett a Szabadság-barlang felmérése során.
2007. március 8-tól a környezetvédelmi és vízügyi miniszter 3/2007. (I. 22.) KvVM rendelete szerint az Aggteleki Nemzeti Park Igazgatóság működési területén lévő Szabadság-barlang az igazgatóság engedélyével tekinthető meg. 2013. július 19-től a vidékfejlesztési miniszter 58/2013. (VII. 11.) VM rendelete szerint a Szabadság-barlang (Aggteleki Nemzeti Park Igazgatóság működési területe) az igazgatóság hozzájárulásával látogatható. 2015. november 3-tól a földművelésügyi miniszter 66/2015. (X. 26.) FM rendelete szerint a Szabadság-barlang (Aggteleki-karsztvidék) fokozottan védett barlang. A 2017-ben rendezett 61. Barlangnapon az egyik túracélpont volt. 2021. május 10-től az agrárminiszter 17/2021. (IV. 9.) AM rendelete szerint a Szabadság-barlang (Aggteleki Nemzeti Park Igazgatóság működési területe) az igazgatóság engedélyével látogatható. A 13/1998. (V. 6.) KTM rendelet egyidejűleg hatályát veszti.